# Wetter (Familie, Appenzell Ausserrhoden)
Die Wetter aus dem Schweizer Kanton Appenzell Ausserrhoden sind ein altes, im Jahr 1412 erstmals erwähntes Geschlecht.

## Geschichte
Lorenz Wetter, der einer bäuerlichen und im Solddienst verhafteten Gaiser Familie entstammte, gelang gegen Ende des 17. Jahrhunderts dank Förderung durch den späteren Schwiegervater ein aussergewöhnlicher Aufstieg in Leinwandhandel und Politik. Seine in Herisau ansässigen Söhne Adrian Wetter und Johann Rudolf Wetter, seine Enkel Lorenz Wetter und Johann Ulrich Wetter sowie deren Nachkommen blieben im Textilgewerbe erfolgreich und gehörten bis um 1820 zu den führenden Kaufleuten im Handel mit Frankreich.
Nach vorübergehender Baisse erlebten die sechste und die siebte Generation mit dem Stickerei-Exporthaus Wetter und Compagnie ab 1881 eine neuerliche wirtschaftliche Blüte. Im Zuge des Schrumpfungsprozesses der Textilbranche in der Schweiz bedeutete Hans Wetters Tod im Jahr 1980 zugleich das Ende des Familienunternehmens und der Kaufmannsdynastie.
Als Führer der demokratischen Kräfte prägten die Wetter die Ausserrhoder Politik des 18. Jahrhunderts nachhaltig. Ihren Aufstieg begleiteten harte Auseinandersetzungen mit den fast unumschränkt herrschenden Familien Tanner aus Herisau und Zellweger aus Trogen. Im Zusammengehen mit den Familien Gruber, Schiess und Meyer schufen die Wetter einen machtpolitischen Gegenpol. In den Wirren des Landhandels von 1732 bis 1734 gelang die Eindämmung der politischen Gegner. Darauf errichteten die Wetter selbst eine Art Familienherrschaft. Eine Heirat zwischen einem Angehörigen der Familie Wetter und der Familie Zellweger markierte im Jahr 1754 die Anerkennung ihrer Stellung und zugleich die Versöhnung mit den ehemaligen Rivalen.
Zwischen 1718 und 1797 stellten die Wetter in drei Generationen vier Landesbeamte, wovon drei Landammänner wurden. Sie sassen während 68 Jahren in der Landesregierung. Machtfülle und Reichtum bezeugen zwei um 1737 vollendete Häuser am Platz in Herisau. Kompromittiert als Führer der Franzosenpartei, wurden die Wetter nach der Helvetik politisch ausgeschaltet. Nur noch einmal, von 1820 bis 1824, gelangte ein Familienmitglied in die Kantonsregierung.